# ISO 3166-2:IS
ISO 3166-2:IS — стандарт Международной организации по стандартизации, который определяет геокоды. Является подмножеством стандарта ISO 3166-2, относящимся к Исландии.
Стандарт охватывает 8 регионов и 1 город (Рейкьявик) Исландии. Каждый геокод состоит из двух частей: кода Alpha2 по стандарту ISO 3166-1 для Исландии — IS и дополнительного кода, записанных через дефис. Дополнительный код образован двухсимвольным числом. Геокоды регионов и столицы Исландии являются подмножеством кодов домена верхнего уровня — IS, присвоенного Исландии в соответствии со стандартами ISO 3166-1.

## Геокоды Исландии

Геокоды районов Исландии по стандарту ISO 3166-2:IS

Геокоды 8 регионов и столицы Исландии.
| Код  | Административная единица |         |
| ---- | ------------------------ | ------- |
| IS-3 | Вестюрланд               | регион  |
| IS-4 | Вестфирдир               | регион  |
| IS-5 | Нордурланд Вестра        | регион  |
| IS-6 | Нордюрланд-Эйстра        | регион  |
| IS-2 | Сюдюрнес                 | регион  |
| IS-8 | Сюдюрланд                | регион  |
| IS-1 | Хёвюдборгарсвайдид       | регион  |
| IS-7 | Эйстюрланд               | регион  |
| IS-0 | Рейкьявик                | столица |